# Neocampylophlebia sparsa
Neocampylophlebia sparsa är en insektsart som beskrevs av Van der Weele 1909. Neocampylophlebia sparsa ingår i släktet Neocampylophlebia och familjen fjärilsländor. Inga underarter finns listade i Catalogue of Life.